# 怡安集团
怡安集团（英語：Aon Corporation），是一家全球专业服务和管理咨询公司，亦是全球最大规模的企業保险顧問集团公司之一，當中集商业风险、投资、财富、健康、人力资本和再保险解决方案及咨询服务于一体。怡安还通过 Aon Inpoint 提供数据和分析服务、战略咨询，并通过 Aon Securities 提供投资银行咨询。 怡安在 120 个国家/地区拥有约 50,000 名员工。
Aon 由 Patrick Ryan 在芝加哥创立，创建于 1982 年，当时 Ryan Insurance Group 与美国联合保险公司合并。 1987 年，该公司以盖尔语中“一”的意思 “aon” 而更名为 Aon 。 该公司的全球总部位于伦敦，其北美业务总部设在芝加哥的怡安中心。 怡安以AON名义在纽约证券交易所上市，2024年7月市值702亿美元。怡安的主要企业客户来自不同行业，当中包括建筑、能源与矿业、金融机构及运输与物流等。

## 历史
怡安集团的主要业务集中在再保险、保险经纪和再保险经纪、人力资源咨询和管理咨询以及特殊类型保险承保等领域。
其前身是瑞恩保险集团公司（Ryan Insurance Group）和联合国际公司（Combined International Corporation），两公司于1982年合并成立为怡安公司。
瑞恩保险创立于1919年，而联合国际公司成立于1960年，均为保险公司。
Aon取自爱尔兰的古盖尔语，是指“合一、同一”的意思，于1987年开始使用。
2012年之前该公司总部设于芝加哥的摩天高楼“怡安中心”。2012年1月，怡安集团宣布搬迁集团总部至伦敦。
怡安集团目前在全球120余个国家营业，设立了500多家分支机构，员工人数达到65000人左右。该集团是全球最大的再保险经纪公司和纯保险经纪公司。
此外，怡安在部分国家和地区也提供电气化产品的售后维修服务等。例如在阿根廷，怡安集团拥有电器修理店网络。
2001年的九一一事件中，怡安集团的纽约分公司正位于世贸中心大厦南塔的92层、98层至105层。虽然进行了疏散，但由于受错误的安全告示影响，惨烈的事故仍使得该公司170多名员工遇难。
2003年10月，由怡安集团与中粮集团合资成立的中怡保险经纪有限责任公司（简称“中怡”）获中国保险监督管理委员会批准开业。中怡是首家获准在中国境内从事保险、再保险经纪和风险管理咨询业务的中外合资保险经纪公司，总部设于上海金茂大廈41-42樓。
因次贷危机引发的全球金融危机中，美国国际集团遭受了巨额的亏损，因此从2010年6月起，怡安集团取代AIG成为英超足球俱乐部曼联队的首席赞助商。
2008年以14亿美元价格收购再保险经纪商英国奔福集团（Benfield Group Ltd）
2010年7月同意以49亿美元现金加股票交易的方式收购人力资源外包与咨询公司翰威特（Hewitt），这将使其咨询业务扩大近三倍，怡安（AON）旗下的怡安咨询（AON Consulting）为全球领先的人力资源咨询公司之一，根据HRoot最近发布的《2010全球人力资源服务机构50强》白皮书的数据显示：怡安咨询（AON Consulting）位列全球第4大人力资源咨询机构，第1至第3位分别为美世咨询（Mercer）、翰威特（Hewitt）、韬睿惠悦（Towers Watson），收購後公司將命名為怡安翰威特。
2017 年 2 月 10 日，Aon plc 同意以 48 亿美元（38 亿英镑）将其人力资源外包平台出售给 Blackstone Group L.P. (BX.N)，创建一家名为 Alight Solutions 的新公司。
2017 年 9 月，怡安宣布有意以 4.75 亿美元从 Colony NorthStar 收购房地产投资管理公司 The Townsend Group，从而扩大怡安的物业投资管理组合。
2020年3月9日宣布以300亿美元价格收购韦莱韬悦。
2021年7月27日因美國司法部的訴訟，怡安取消和韦莱韬悦合併計劃。

## 参照
- 怡安中心大厦

## 同业竞争对手
- 达信集团
- 韦莱集团
- 怡和集团